# 앨커트래즈섬

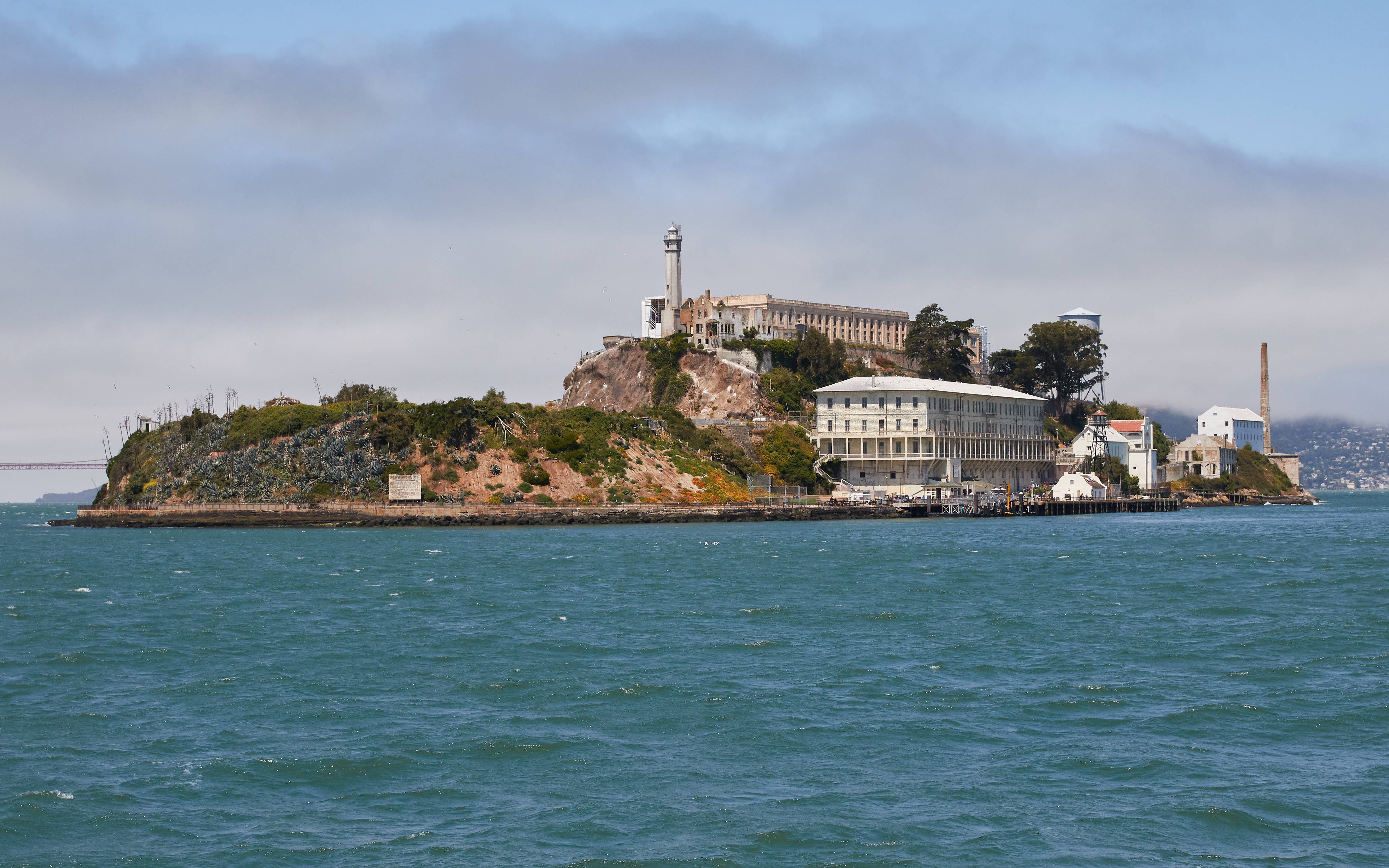

앨커트래즈섬(Alcatraz Island)은 미국 캘리포니아주로부터 1.25마일(2.01 킬로미터) 떨어진 샌프란시스코만에 위치한 섬이다. 이 섬은 교도소의 재소자들이 수형하는 악명 높은 섬으로 유명하며, 이전에는 군사시설로 이용되었다. 하지만 지금은 미국 국립공원관리청으로부터 국립 레크리에이션 지역으로 지정받았으며 관광지로 조성되어있다.

## 역사

### 스페인의 발견과 정착
앨커트라즈 섬은 1775년, 스페인의 탐험가, 주앙 데 아얄라에 의해 발견됐다. 그후 스페인과 스페인에서 독립한 멕시코의 영토가 됐다.

### 멕시코 전쟁 이후
멕시코-미국 전쟁 후, 미국은 멕시코로부터 캘리포니아를 구입하면서 앨커트라즈도 미국의 영토가 됐다. 골드 러시로 인해 샌프란시스코가 발전함에 따라 선박의 운항도 증가하자 미 정부에서는 샌프란시스코 만을 지킬 요새를 필요로 하게 되었고 1853년, 요새를 짓기 시작했다. 또한 남북전쟁 이후 범죄자들을 잡아놓는 교도소로서의 역할도 했다. 1915년에는 정식으로 군사 감옥이 되었다.

### 교도소로서의 앨커트라즈
미국 전쟁부에서 미국 법무부로 이관되면서 앨커트라즈는 연방 교도소로 전환됐고 1963년 폐쇄되기까지 총 1545명이 이곳을 수감됐다. 앨커트라즈에선 총 14번의 탈옥 시도가 있었는데 대표적인 사건은 1946년 5월 2일 발생한 앨커트라즈 전투(en:Battle of Alcatraz)와 1962년 6월 11일, 앵글린 형제와 프랭크 모리스의 탈옥 사건이다.

### 알카트라즈 점거 사건(en:Occupation of Alcatraz)
1969년, 모든 부족의 인디언들(Indians of All Tribes{IOAT})이라 칭한 89명의 아메리카 원주민들이 알카트라즈 섬에 상륙해 19개월간 섬을 점거했다. 그들은 레드파워 운동가들로 아메리카 원주민들의 억압받는 현실을 알리고자 이러한 사건을 벌였으며 1971년 6월 11일, 해산됐다.

## 같이 보기
- 아시나라섬
- 샤토 디프
- 악마섬
- 데니슨 성채
- 로벤섬